# Heliophanus furcillatus
Heliophanus furcillatus este o specie de păianjeni din genul Heliophanus, familia Salticidae, descrisă de Simon, 1868. Conform Catalogue of Life specia Heliophanus furcillatus nu are subspecii cunoscute.